# Alan Kelley
Alan Kelley (sinh ngày 24 tháng 12 năm 1952) là một cựu cầu thủ bóng đá chuyên nghiệp người Anh thi đấu ở vị trí Hậu vệ (bóng đá)|hậu vệ biên]]. Kelley, thi đấu ở cả Anh và Mỹ, có hơn 150 lần ra sân trong sự nghiệp.

## Sự nghiệp
Sinh ra ở Bootle, Kelley thi đấu ở Football League cho Southport và Crewe Alexandra, và ở North American Soccer League cho Los Angeles Aztecs, San Diego Sockers và California Surf. Ông thi đấu cho California Sunshine và Cleveland Cobras của American Soccer League. Kelley cũng trải qua nhiều năm ở Major Indoor Soccer League thi đấu cho Philadelphia Fever và Los Angeles Lazers. Trong những năm gần đây, ông là trợ lý huấn luyện viên đại học và huấn luyện viên trường phổ thông của vùng South Bay của Los Angeles County phía nam California.